# Porosimetría

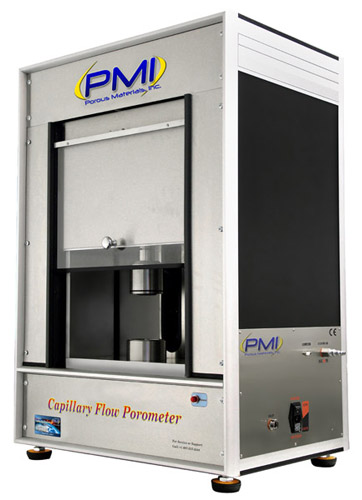
Porosimetro

La porosimetría es una técnica analítica utilizada para determinar varios aspectos cuantificables de la naturaleza porosa de un material, como el diámetro de poro, el volumen total de poro, el área de superficie y las densidades aparente y absoluta. 
La técnica implica la intrusión de un líquido no humectante (a menudo mercurio) a alta presión en un material mediante el uso de un porosímetro. El tamaño de poro se puede determinar en función de la presión externa necesaria para forzar el líquido a un poro contra la fuerza opuesta de la tensión superficial del líquido. 
Una ecuación de equilibrio de fuerza conocida como la ecuación de Washburn para el material anterior que tiene poros cilíndricos se da como:
{\displaystyle P_{L}-P_{G}=-{\frac {4\sigma \cos \theta }{D_{P}}}}
{\displaystyle P_{L}} = presión de líquido
{\displaystyle P_{G}} = presión de gas
{\displaystyle \sigma } = tensión superficial del líquido
{\displaystyle \theta } = ángulo de contacto del líquido de intrusión
{\displaystyle D_{P}} = diámetro de poro
Como la técnica generalmente se realiza dentro de un vacío, la presión de gas inicial es cero. El ángulo de contacto del mercurio con la mayoría de los sólidos está entre 135° y 142°, por lo que se puede tomar un promedio de 140° sin muchos errores. La tensión superficial del mercurio a 20 °C bajo vacío es de 480 mN/m. Con las diversas sustituciones, la ecuación se convierte en: 
{\displaystyle D_{P}={\frac {1470\ {\text{kPa}}\cdot \mu {\text{m}}}{P_{L}}}}
A medida que aumenta la presión, también lo hace el volumen acumulado de poro. A partir del volumen de poro acumulado, se puede encontrar la presión y el diámetro de poro donde se ha agregado el 50% del volumen total para obtener el diámetro medio de poro. 